# 霍爾姆斯克區
霍爾姆斯克區（俄语：Холмский район），是俄羅斯的一個區，位於該國東南部，由薩哈林州負責管轄，面積2,279平方公里，2010年該區人口10,988，人口密度每平方公里4.82人。
該地在二戰结束前属日本，名為真岡支廳，由樺太廳負責管轄。